# Mats Nilsson (kampsportare)
Mats Nilsson, född 5 december 1983, är en svensk före detta professionell Mixed Martial Arts-utövare och trefaldig världsmästare i FILA Grappling. Nilsson gick 16 matcher som proffs och har ett facit på elva vinster, en oavgjord och fyra förluster. Han tävlar och tränar för Kaisho Kampsport i Helsingborg, Sverige inom Grappling och representerar Rumble Sports, Köpenhamn inom Mixed Martial Arts.

## Judokarriär
Nilsson började med judo som tonåring och det blev inkörsporten till hans intresse för kampsport. Första framgången tävlingsmässigt inom sporten var en förstaplats i Skåneserien i pojkklassen 1999. Hans främsta meriter inom judo är ett junior-SM-brons, 2002 och ett ungdoms-SM-brons, 2000. Nilsson fick sitt svarta bälte i judo 2005. Hans bakgrund i judo visar sig tydligt i en varierad arsenal av nedtagningar, kast och svep i såväl Submission Wrestling som MMA.

## Brazilian Jiu-Jitsu
Nästa kampsport Mats Nilsson utövade var Brasiliansk jujutsu (BJJ). Efter något års tränande nådde han stor framgång på det första Scandinavian Open i Brasiliansk jujutsu år 2003. Han slutade tvåa i -97 kg och trea i öppna viktklassen(Absolute Class). Åren efter blev framgångsrika med många pallplaceringar, bland annat guld i Danish Brasiliansk jujutsu Open 2006 i viktklassen – 93 kg. Nilsson fick sitt bruna bälte 2010 av Ricardo Carvalho.

## Submission Wrestling
Inför Fighter Extreme 2 tränade många på Kaisho Submission wrestling. Detta gjorde Nilsson nyfiken på stilen och han började även träna inom denna gren. Sin första stora framgång var vid Copenhagen Open SW där han tog hem segern i viktklassen -91 kg. Detta skulle bli början på en framgångsrik karriär inom Submission Wrestling. Tre år efter vinsten i Köpenhamn blev Nilsson trea i ADCC- Germany i viktlassen -87,5 kg. År 2009 tävlade han för första gången i Svenska Mästerskapet i Submission Wrestling och gick därifrån med två medaljer. I sin egen viktklass, -90, slutade det med en bronsmedalj. Bättre gick det i den öppna viktklassen där det till slut blev silver.
De goda resultaten i SM  och två års fina resultat ledde till att Nilsson blev uttagen i det svenska landslag som skulle åka till FILA Grappling World Championship. VM avgjordes i Krakow i slutet av mars 2010, där Mats Nilsson slutade som Världsmästare i FILA Grappling. Takanori Kuno tog sedan hem guldet i GI-klassen.
Efter vinsten i Fila Grappling World Championship blev Nilsson inbjuden till det som kallas kampsportens olympiska spel, Sporaccord Combat Games, som gick av stapeln i Peking den 28 augusti till 4 september 2010. Efter två stycken 1-0-poängförluster slutade Nilsson på fjärde plats. 
Den 24–26 september 2010 tävlade Nilsson i Europa Mästerskapet i FILA Grappling i Gorlice, Polen. Efter tre matcher blev det till slut en tredjeplats. Detta är Nilssons andra internationella medalj inom FILA Grappling, ett brons i EM och ett guld i VM.
Den 7–8 maj 2011 tävlade Nilsson i FILA Grappling Grand Prix – Senior i Martigny, Schweiz. Han tävlade i klassen -90 kg och slutade på första plats efter fyra segrar varav tre stycken kom via submissions.
I juni 2011 deltog Nilsson i Europeiska Mästerskapet i FILA Grappling som hölls i Yuzhny, Ryssland. Efter två vinster och en förlust tog Nilsson sitt andra brons från ett Europeiskt Mästerskap i FILA Grappling, även den här gången i -90 kg.
Det svenska mästerskapet i Submission Wrestling hölls i juli 2011. Efter att förlorat finalen med minsta möjliga marginal över Alexander Bergman tog Nilsson silver i -91 kg.
Den 29 september 2011 tävlade Nilsson i Världsmästerskapet i FILA Grappling för andra gången. Efter tre vinster blev han Världsmästare för andra året i rad i -90 kg.
Nilsson tog brons när FILA European Championship (Europeiska Mästerskap) i Grappling avgjordes den 28 juli 2012 i Bryssel, Belgien. Detta var Nilssons tredje EM-brons i FILA Grappling.
Den 17 november 2012 tog Nilsson sitt tredje raka guld på FILA Grappling World Championship, den här gången i -92kg No-gi klassen. Han gick igenom hela turneringen utan att förlora något poäng. Efter vinsten meddelande Nilsson att han skulle sluta med Grappling för att istället fokusera mer på sin familj och sin MMA-karriär.

## Shootfighting
Efter att ha skördat framgångar i både Submission Wrestling, Brazilian Jiu-Jitsu och Judo bestämde sig Nilsson för att prova ännu en ny kampsport, denna gång Shootfighting. 2007 var Mats Nilsson med i Svenska Shootfightingligan. I SM-finalen i Shootfighting som gick i Göteborg i slutet av 2007 fick han sitt första SM-guld. Detta skulle också bli Nilssons sista match inom Shootfighting. Hans Shootfightingrecord är 5-1-0, fem vinster och en förlust.

## Mixed Martial Arts
Efter  guldet i de svenska mästerskapen i Shootfighting fick Nilsson chansen att tävla professionellt i MMA. Sin första MMA-match gick Nilsson i The Zone FC - Showdown 10 maj 2008 i Göteborg mot Martin Lavin där Nilsson vann på domslut. 
Den 7 maj 2010 gick Nilsson sin femte professionella MMA-match, i Finland. Organisationen hette The Cage och galan hette Spring Break. Det blev vinst till Nilsson på teknisk knockout, vilket gav honom en titelmatch i viktklassen -84 mot mästaren Timo Suhonen (10-1-1) på Cage Challenger den 18 september 2010. Nilsson förlorade matchen på domslut efter full tid.
Nilsson tog hem ytterligare en seger på The Zone FC 7. Den 26 februari 2011 gick Nilsson match mot tysken Gregor Herb på The Zone FC - Inferno. Herb  var rankad etta i sin viktklass i Tyskland och den regerande europamästare i CBJJ i den bruna bältesklassen. Efter en hård match vann Nilsson matchen på domslut efter full tid. 
Den 30 mars 2011 gick Nilsson match i Schweiz-baserade organisationen Strengh & Honor Championships middleweight Grand Prix då han mötte greken Nikos Sokolis (14-1-1). Efter ungefär 30 sekunder fick Nilsson en nedtagning via kast som var så kraftfullt att spånskivan under mattan gick sönder. Efter nedtagningen fick Nilsson snabbt mounted position och kunde säkra en triangelstrypning. 
Den 11 februari 2012 besegrades The Ultimate Fighter finalisten Tommy Speer på Cage Warriors Fighting Championship - Fight Night 3. Nilsson vann på en arm-triangle 4:17 in i andra ronden.
Nilssons nästa match var mot ryssen Alavutdin Gadjiev i Strengh & Honor Championship 5 som avgjordes i Genève, Schweiz, den 24 mars 2012. Redan efter 24 sekunder i första ronden lyckades Nilsson säkra segern via en armbar.
På The Zone FC- Demolition den 6 maj 2012 i Göteborg mötte Nilsson Tor Troeng, en annan topprankad svensk MMA-fighter i -84 kg. Matchen nämndes som en av MMA-sidan Sherdogs "10 May Tussles Worth Watching". Efter tre ronder förlorade Nilsson på domslut. Matchen mellan Tor Troeng och Nilsson var den första matchen Nilsson representerar den Köpenhamnsbaserade klubben Rumble Sports. I de tidigare MMA-matcherna representerade han Kaisho Kampsport, Helsingborg, klubben som fostrade honom.
Den 29 februari 2012 blev det att officiellt att Nilsson skrivit ett exklusivt multi-fightkontrakt med London-baserade organisationen Cage Warriors. Kontraktet börjar gälla när Nilsson går sin nästa match i organisationen. Han skulle egentligen gått sin första match på kontraktet mot Denniston Sutherland den 8 december 2013 men Nilsson var tvungen att dra sig ur på grund av skada.
Den 13 april 2014 mötte han engelsmannen Chris Scott på Cage Warriors Fighting Championship 53 i Glasgow, Skottland. Nilsson vann via enhälligt domslut efter tre ronder.
På Cage Warriors Fighting Championship 59 mötte Nilsson Denniston Sutherland. Nilsson vann i andra ronden via TKO efter en dominerande insats.
Nilsson mötte Luke Barnatt under UFC Fight Night: London den 8 mars då han förlorade via TKO, och berättade sedan att han skadat en menisk i sitt ena knä under matchen.
Vid UFC 182 mötte Nilsson welterviktaren Omari Akhmedov, en match som Mats förlorade via ett enhälligt domslut. Om han stannar kvar i viktklassen är dock i dagsläget oklart. 

## Thaiboxning
Inför Nilssons första Shootfighting match 2006 tränade han thaiboxning på Helsingborg Muay Thai. Detta samarbete har fortsatt genom hans MMA-karriär. Nilsson har även tillbringat tid i Thailand där han både tränat och tävlat i Thaiboxning. I januari 2012 gick han sin första match i Phuket, Thailand, och vann på knockout under den första minuten.

## Utmärkelser och priser
Nilsson var nominerad till fyra priser på Kampsportsgalan 2011 som hölls på Norra Latin i Stockholm den 26 mars 2011. När kvällen var slut hade Nilsson vunnit två priser, Årets Genombrott och Årets Mästare. Nilsson var nominerad till två priser på Kampsportsgalan 2012, Folkets Pris och Årets Mästare. För andra året i rad vann han pris som Årets Mästare efter bedriften att som förste svensk försvara ett VM-guld i FILA Grappling.
I mars 2013 nominerades Nilsson till Helsingborgsmedaljen. Tidigare mottagare av detta pris inkluderar Gustaf VI Adolf och Henrik Larsson.